# Mrljane
Mrljane est un village de la municipalité de Pašman (Comitat de Zadar) en Croatie. Au recensement de 2011, le village comptait 249 habitants.